# IAR
Инду́стрия Аеронау́тикэ Ромы́нэ (рум. Industria Aeronautică Română — IAR) — румынская авиастроительная компания. Основана в 1925 году в Брашове.

## История
Основана 1 ноября 1925 года как акционерное общество. В создании приняли участие французские компании «Blériot-SPAD» и «Lorraine-Dietrich», румынское авиапредприятие ASTRA (рум.) из Арада и другие. В настоящее время известна под наименованием IAR S.A. Brașov
Первоначально вновь образованная компания занималась преимущественно лицензионным изготовлением самолетов и двигателей. Первыми из сборочных цехов предприятия вышли в 1928 году 30 двухместных тренировочных самолетов Morane-Saulnier MS.35, затем 70 легких бомбардировщиков Potez 25.
В начале 1930-х годов на предприятии стали разрабатываться и машины собственной конструкции, но практически все они остались на уровне опытных образцов, за исключением учебного самолета IAR 14.
В 1934 году предприятие выпускало по лицензии польские истребители PZL P.11f, выпускавшиеся под наименованием IAR Р.11F. До 1937 года подразделения румынских ВВС получили около 70 таких машин. Чуть позже, на заводе произвели 25 самолетов IAR P.24E — лицензионную версию более совершенного польского истребителя PZL P.24.
На базе последней машины на румынском предприятии разработали и запустили в производство семейство истребителей IAR 80 и истребителей-бомбардировщиков IAR 81.

## Авиатехника, производимая на заводе
| Собственные разработки - IAR CV 11 - IAR 12 - IAR 13 - IAR 14 - IAR 15 - IAR 16 - IAR 22 - IAR 23 - IAR 24 - IAR 27 - IAR 36 - IAR 37 - IAR 38 - IAR 39 - IAR 47 - IAR 79 - IAR 80 - IAR 81 - IAR 471 | Лицензионные модели - Morane-Saulnier MS 35 - Potez 25 - IAR P.11F - IAR P.24E - Fleet 10G | Послевоенные конструкции - IAR 46 - IAR 818 - IAR 821 - IAR 822 - IAR 823 - IAR 824 - IAR 825 Triumf - IAR 826 - IAR 827 - IAR 831 | Вертолеты - IAR 316 Alouette III - IAR 317 Airfox - IAR 330 Puma - IAR 330L SOCAT - Ка-126 | Планёры - ICA IS-3 - ICA IS-8 - ICA IS-10 - ICA IS-11 - ICA IS-12 - ICA IS-13 - ICA IS-23 - ICA IS-28 «Lark» - ICA IS-28M - ICA IS-29 - ICA IS-30 - ICA IS-31 - ICA IS-32 - ICA IS-33 |